# Daniel Cordes
Daniel „Danda“ Cordes (* 1964 in Mannheim) ist ein deutscher Jazzbassist.
Cordes studierte Jazzbass an der Hochschule der Künste Berlin und besuchte außerdem u. a. Workshops von Anthony Cox und David Friesen. Er ist Mitglied verschiedener Ensembles, so der Vokalgruppe Mosaïq und der Bands Welcome to the Maze  und Moanin' in Mojo. Er arbeitete mit der Gruppe Jazz Indeed und Sönke Düwers Ensemble du Verre, dem Quartett von Tobias Rüger und als Begleiter der Sängerinnen Maren Kroymann und Hilde Kappes. Auch spielte er auf dem 2021 Album "Shinkansen" der psychadelic Jazz Band Die Blauen Pilze zusammen mit Benedikt Joch (Gitarre) und Andi Bühler (Schlagzeug), wird bei Auftritten aber auch von Tobias Fleischer vertreten. Seit Anfang 2009 ist er als Nachfolger von Carsten Wegener Bassist der Gruppe 17 Hippies.

## Diskografie
- Jazz Indeed: Under Water (mit Michael Schiefel, Tilmann Dehnhard, Bene Aperdannier, Rainer Winch), 1996
- Zabriskie Point: Wild at Heart (mit Rupert Stamm,  Jochen Krämer,  Christian Kögel, Andreas Walter), Zerozero Records,  1998
- Claas Willeke & Danda Cordes: Symphonie aus der wilden Welt mit Sam Auinger, Michael Schiefel, Dirk Berger, Christian Kögel, Martin Fonfara, Florian von Ploetz, 1999
- Mosaïq: moving, 2002
- Ensemble du Verre: Facing Transparent, 2004
- Ensemble du Verre: Sing Me Something (2005, mit Torun Eriksen, Ursula Rucker, Sidsel Endresen, Michael Schiefel, Britta-Ann Flechsenhar)
- Ensemble du Verre: Sanctuary for Animals, 2008
- Electric Krause mit: Rüdiger Krause, Andreas Bühler  2011, AJAZZ
- Die Blauen Pilze: Shinkansen, 2021